# Spyridion caméléon
Pour plus de détails, voir Fiche technique et Distribution.
Spyridion caméléon (grec moderne : Σπυριντιών Χαμαιλέων) est un film grec burlesque réalisé par Filippo Martelli et sorti en 1911.
Nouvelle apparition du personnage récurrent « Spyridion », inspiré par Roscoe "Fatty" Arbuckle et le Karaghiosis.

## Fiche technique
- Titre : Spyridion caméléon
- Titre original : Σπυριντιών Χαμαιλέων
- Réalisation : Filippo Martelli
- Scénario : Spyros Dimitrakopoulos
- Production : Spyros Dimitrakopoulos
- Société de production : Athina Films
- Pays d'origine : Grèce
- Genre : burlesque
- Format : Noir et blanc, Muet
- Durée : Court métrage
- Date de sortie : 1911

## Distribution
- Spyros Dimitrakopoulos (el), dit Spyridion